# Heydeniidae
Heydeniidae (лат.) — семейство паразитических наездников из надсемейства Chalcidoidea (или триба Heydeniini в Pteromalidae) отряда перепончатокрылые насекомые.

## Описание
Антенны с 10—12 члениками жгутика, включая 3 сегмента булавы. Глаза вентрально расходятся. Клипеус без поперечной субапикальной бороздки. Лабрум открыт или скрыт за наличником, склеротизован. Мандибулы с 3 зубцами. Пронотум расширен латерально и образует с дорсального вида субпрямоугольную или латерально расширенную структуру. Препектус длинный, с крупными дорсальной и вентральной поверхностями. Мезоскутеллум либо без френума, либо с ним, с аксиллярной бороздкой или без неё. Мезоплевральная область со слабо расширенным акроплевроном, но занимающим менее половины его поверхности; мезэпимерон не выступает за передний край метаплеврона. Все ноги с 5-члениковыми лапками; переднее бедро сильно или слабо расширено; шпора передней голени короткая и изогнутая; базитарзальный гребень продольный. Метасома с синтергумом, без эпипигия.
Паразитоиды древесных жуков-златок (Buprestidae), усачей (Cerambycidae), долгоносиков (Curculionidae) и короедов (Scolytidae).

## Систематика
2 рода, встречаются повсеместно, кроме Неотропики. Группа впервые была выделена в 1961 году как триба Heydeniini (сначала как Heydenini в работе Hedqvist, 1961) в составе подсемейства Cleonyminae из семейства Pteromalidae. В 2022 году в ходе реклассификации птеромалид это крупнейшее семейство хальцидоидных наездников было разделено на 24 семейства и Heydeniini выделены в отдельное семейство Heydeniidae.
- Heydenia Förster, 1856 (около 20 видов)[4]
- †Heydeniopsis Hedqvist, 1961 (Балтийский янтарь)[5][6]